# Peña Blanca, Santa María Yucuhiti
Peña Blanca är en ort i Mexiko.   Den ligger i kommunen Santa María Yucuhiti och delstaten Oaxaca, i den sydöstra delen av landet, 300 km sydost om huvudstaden Mexico City. Peña Blanca ligger 2 473 meter över havet och antalet invånare är 112.
Terrängen runt Peña Blanca är bergig åt sydväst, men åt nordost är den kuperad. Runt Peña Blanca är det ganska glesbefolkat, med 39 invånare per kvadratkilometer. Närmaste större samhälle är Putla Villa de Guerrero, 16,3 km väster om Peña Blanca. I omgivningarna runt Peña Blanca växer i huvudsak städsegrön lövskog.